# Tibor Barkoczy
Tibor Barkoczy (* 1952 in Budapest, Ungarn) ist ein ungarischer Jazzpianist und -komponist. Seit den 1980er-Jahren lebt und arbeitet er überwiegend in Wien.

## Biografie
Tibor Barkoczy lernte bereits im Alter von sechs Jahren, Klavier zu spielen. Mit 12 Jahren begann er ein klassisches Klavierstudium an der Budapester Liszt Akademie.
Während der klassischen Ausbildung entdeckte Tibor Barkoczy seine Leidenschaft für Jazz. Diese verfolgte er mit einem Jazz-Abschluss am Bela-Bartok-Jazz-Konservatorium in Budapest, welche er 1974 mit Auszeichnung abschloss. Während er mit seiner Jazzband quer durch Europa tourte, wurde immer mehr Wien zu seiner künstlerischen Heimat, wo er sich in den 1980er-Jahren niederließ. Die Musik von Tibor Barkoczy ist eine vielfältige Mischung – er lässt sich durch verschiedenen Genres wie Jazz, Popmusik, Funk oder Soul inspirieren und interpretiert diese bei seinen Auftritten stets neu. Er ist für seine schwungvollen Jazz-Interpretationen bekannt.
Während seines Schaffens in Wien entstanden Band- und CD-Projekte in Zusammenarbeit mit !Deladap, Louie Austen („Easy Love“)  und das letzte Album Jengis & Tibor „Heart and Soul“  (2007).
Zurzeit spielt Tibor Barkoczy mit seiner Tochter Melinda Stoika und Helmut Neugebauer in der Jazzformation „Strictly Confidential“.

## Einzelnachweis
1. ↑  Biografie von Melinda Stoika. Abgerufen am 11. Mai 2012

| Personendaten    | Personendaten           |
| ---------------- | ----------------------- |
| NAME             | Barkoczy, Tibor         |
| KURZBESCHREIBUNG | ungarischer Jazzpianist |
| GEBURTSDATUM     | 1952                    |
| GEBURTSORT       | Budapest, Ungarn        |